# Дулатов, Ислам
Ислам Дулатов (англ. Islam Dulatov; род. 26 февраля 1998, Урус-Мартан, Чеченская Республика, Россия) — немецкий боец смешанных единоборств чеченского происхождения, выступающий в UFC в полусреднем весе. Также являлся моделью.

## Любительские бои
| Боёв 5   | Побед 4 | Поражений 1 |
| -------- | ------- | ----------- |
| Нокаутом | 1       | 0           |
| Сдачей   | 2       | 1           |
| Решением | 1       | 0           |

Победа 5-1 нокаут
| Результат | Рекорд | Соперник       | Способ               | Турнир        | Дата           | Раунд | Время | Место    | Примечание                                           |
| --------- | ------ | -------------- | -------------------- | ------------- | -------------- | ----- | ----- | -------- | ---------------------------------------------------- |
| Победа    | 4–1    | Фирдавс Хасаев | Единогласное решение | Integra FC 12 | 13 апреля 2019 | 2     | 5:00  | Германия | Лёгкий вес                                           |
| Победа    | 3–1    | Шабаб Карари   | Сдача (гильотина)    | Integra FC 11 | 10 ноября 2018 | 1     | 1:42  | Германия |                                                      |
| Победа    | 2–1    | Хуршед Кахоров | TKO (удары)          | Integra FC 8  | 4 ноября 2017  | 1     | N/A   | Германия | Завоевал титул чемпиона Integra FC в полулёгком весе |
| Победа    | 1–1    | Краска Хизриев | Сдача (гильотина)    | Integra FC 8  | 4 ноября 2017  | 2     | N/A   | Германия | Полулёгкий вес                                       |
| Поражение | 0–1    | Марка Файла    | Сдача (треугольник)  | Integra FC 6  | 5 ноября 2016  | 1     | 2:49  | Германия | Легчайший вес                                        |

## Биография
Дулатов родился в небольшом городе Урус-Мартан, Чечня, Россия. Он вырос в большой семье с шестью братьями, будучи средним ребенком. В неспокойные годы Второй чеченской войны семья Дулатовых часто переезжала по региону, в том числе в Шали и Грозный, в поисках безопасности. Из-за продолжающегося мятежа у братьев Дулатовых было мало возможностей посещать школу. Вместо этого они проводили большую часть времени на открытом воздухе, занимаясь силовыми тренировками и помогая родителям разгружать грузовики, чтобы поддержать семью финансово.
В декабре 2007 года семья переехала в Германию в качестве военных беженцев. Поначалу Дулатов и его братья с трудом приспосабливались к новой среде, особенно в школе, где языковой барьер представлял собой значительную проблему. Однако участие в спортивных состязаниях и тренировках по смешанным боевым искусствам сыграли решающую роль в их адаптации. Это не только помогло им социализироваться, но и дало им уверенность постоять за себя во время столкновений и драк.

## Карьера

### Профессиональная фотомодель
Старший брат Дулатова, Джибрил, который сделал успешную карьеру в качестве модели для таких престижных модных брендов, как Lavin , Gucci и Alexander McQueen, сыграл решающую роль в формировании пути своих младших братьев. Когда его братьям Исламу, Сулумбеку и Тамерлану исполнилось 18 лет, Джибрил познакомил их с миром моделирования, эффективно повлияв на их решение продолжить карьеру в сфере моды. Несмотря на карьеру модели, братья решили сохранить свою преданность смешанным боевым искусствам (ММА), продолжая свои строгие тренировки и соревнуясь в этом виде спорта. Это решение заставило их отказаться от высшего образования, сосредоточившись вместо этого как на моделировании, так и на ММА.
Дулатов демонстрировал свои работы у таких дизайнеров, как Gucci, Lanvin, Tommy Hilfiger и Hugo Boss и появился в британском Vogue как один из 10 лучших мужчин-моделей в 2018 году. Он подписал эксклюзивный контракт с Versace , участвуя в Неделе моды шесть раз под их знаменем. Кроме того, Дулатов позировал для известных журналов, таких как GQ и многих других.
"Я отменил много съемок, когда был моложе. У нас были некоторые проблемы с деньгами и всем остальным. На этот раз работа моделью действительно помогла мне в моей ситуации. Я помню, как я отменил съемку за 5000 долларов. В то время это были большие деньги для меня. Бой, который был в тот же день, стоил около 200 евро или что-то около того… В конце концов, бой тоже отменили, потому что у моего противника была травма. У меня были такие ситуации около 10 раз, с еще большими деньгами и всем остальным. Но, честно говоря, я люблю быть бойцом, и это то, что я делаю"

### Смешанные боевые единоборства
Составив любительский рекорд 4-1, Дулатов начал профессиональную карьеру в ММА в 2019 году. До участия в Dana White's Contender Series его рекорд в профессиональном MMA составлял 10-1.

### Dana White's Contender Series
Дулатов появился в восьмом сезоне Dana White's Contender Series 8 октября 2024 года против Ванилто Антунеса, бывшего чемпиона Legacy Fighting Alliance на Dana White's Contender Series 75. Он выиграл бой в первом раунде нокаутом. После победы Дулатов получил контракт с UFC.

### Ultimate Fighting Championship
Дулатов должен встретиться с Адамом Фьюджиттом 22 февраля 2025 года на турнире UFC Fight Night: Сехудо vs. Сун,но из за травмы бой был перенесен на 19 июля.Он выиграл этот бой нокаутом за 54 секунды и получил награду за Выступление вечера

## Личная жизнь
Дулатов и его три брата работали в парикмахерской, также владели баром «J'adore Lounge» в Дюссельдорфе и планировали открыть тренажерный зал, ресторан и запустить бренд одежды в ближайшем будущем.

## Статистика в MMA
| Боёв 13  | Побед 12 | Поражений 1 |
| -------- | -------- | ----------- |
| Нокаутом | 8        | 0           |
| Сдачей   | 4        | 0           |
| Решением | 0        | 1           |

| Результат | Рекорд | Соперник                | Способ                     | Турнир                           | Дата            | Раунд | Время | Место                       | Примечание                            |
| --------- | ------ | ----------------------- | -------------------------- | -------------------------------- | --------------- | ----- | ----- | --------------------------- | ------------------------------------- |
| Победа    | 12-1   | Адам Фьюгитт            | KO (удары)                 | UFC 318                          | 19 июля 2025    | 1     | 4:06  | Новый Орлеан, Луизиана, США | Дебют в UFC; «Выступление вечера» (1) |
| Победа    | 11-1   | Ванилтон Антунес        | KO (локоть)                | Dana White's Contender Series 71 | 8 октября 2024  | 1     | 2:44  | Лас-Вегас, Невада, США      | Бой за контракт с UFC                 |
| Победа    | 10-1   | Иоаннис Палеологос      | TKO (колено в корпус)      | Oktagon 53                       | 7 февраля 2024  | 1     | 4:59  | Оберхаузен, Германия        | «Выступление вечера»                  |
| Победа    | 9-1    | Уилл Чоп                | TKO (удары)                | Sparta CF 3                      | 7 октября 2023  | 1     | 2:00  | Вена, Австрия               |                                       |
| Победа    | 8-1    | Патрик Спирк            | Сдача (ручной треугольник) | Sparta CF 2                      | 11 марта 2023   | 1     | 0:48  | Швехат, Австрия             |                                       |
| Победа    | 7-1    | Клеверсон Крус да Силва | TKO (удары)                | Brave CF 61                      | 6 августа 2022  | 1     | 2:48  | Бонн, Германия              |                                       |
| Победа    | 6-1    | Михаэль Рирш            | Сдача (Д’Арс)              | National FC 8                    | 2 апреля 2022   | 1     | 0:46  | Дюссельдорф, Германия       |                                       |
| Победа    | 5-1    | Георгий Канкава         | KO (удары)                 | GMC Fight Night 7                | 19 июня 2021    | 2     | N/A   | Гельзенкирхен, Германия     |                                       |
| Победа    | 4-1    | Ибрагим Челик           | TKO (удары)                | German MMA Championship 25       | 22 мая 2021     | 1     | N/A   | Гельзенкирхен, Германия     |                                       |
| Победа    | 3-1    | Лайт Наджар             | TKO (удары)                | GMC Fight Night 6                | 20 марта 2021   | 1     | 0:44  | Гельзенкирхен, Германия     | Дебют в полусреднем весе              |
| Победа    | 2-1    | Владан Максич           | Сдача (удушение сзади)     | Elite MMA Championship 4         | 26 февраля 2020 | 1     | 0:53  | Дюссельдорф, Германия       | Бой в промежуточном весе (165 lb)     |
| Победа    | 1-1    | Коля Предоевич          | Сдача (удушение сзади)     | National FC 1                    | 26 октября 2019 | 1     | 0:34  | Крефельд, Германия          | Дебют в лёгком весе                   |
| Поражение | 0-1    | Гьони Палокай           | Единогласное решение       | German MMA Championship 21       | 7 сентября 2019 | 3     | 5:00  | Кельн, Германия             | Дебют в полулёгком весе               |